# 山黑豆
山黑豆（学名：Dumasia truncata）为豆科山黑豆属下的一个种。

## 扩展阅读
- 維基物種上的相關：山黑豆

[在维基数据编辑]
 《植物名實圖考·山黑豆》，出自吳其濬《植物名實圖考》